# Cinnamomum arbusculum
Cinnamomum arbusculum är en lagerväxtart som beskrevs av André Joseph Guillaume Henri Kostermans. Cinnamomum arbusculum ingår i släktet Cinnamomum och familjen lagerväxter. Inga underarter finns listade i Catalogue of Life.